# Rosikovke
Rosikovke (znanstveno ime Droseraceae) so družina mesojedih rastlin iz reda klinčkovcev.

## Opis
Rosikovke so mesojede rastline, visoke od 10 do 20 cm, ki imajo pravilne cvetove s petimi prašniki. Listi rosikovk so razporejeni v venček ki poganja okoli peclja s cvetovi. Večina vrst ima poleg listov prilistke. Listi rosikovk so opremljeni s posebnimi žlezami, ki izločajo lepljiv sok za lov na žuželke. Le-te vzdražijo žleze z dotikom, dražljaji pa se od tam prenesejo po listu, katerega spodnja ploskev se začne raztezati hitreje od zgornje. Tako se list začne upogibati okoli žuželke.

## Razširjenost
Rosike uspevajo na revnih in kislih tleh, največkrat po močvirjih in barjih. Zaradi nezadostnega vira dušika v zemlji, so se te rastline prilagodile za lov žuželk kot alternativnega vira dušika. 